# Massimo Bertolini
Massimo Bertolini (* 30. Mai 1974 in Verona) ist ein ehemaliger italienischer Tennisspieler.

## Leben
Bertolini begann seine Karriere auf Satellite-Turnieren und der ATP Challenger Tour, wo er 1998 den ersten von insgesamt zwölf Karrieretiteln im Doppel erringen konnte. 1998 stand er neben Devin Bowen zudem im Doppelfinale des ATP-Turniers von Santiago; das Spiel ging jedoch in drei umkämpften Sätzen, die jeweils im Tie-Break entschieden wurden, verloren. Im darauf folgenden Jahr stand er im Finale des International Series Gold-Turniers von Barcelona, welches er an der Seite von Cristian Brandi gegen Paul Haarhuis und Jewgeni Kafelnikow verlor. Nach drei weiteren Finalniederlagen auf der ATP World Tour konnte er an der Seite von Simon Aspelin im Jahr 2003 zwei Doppeltitel, und damit die größten Erfolge seiner Karriere, gewinnen. Die höchste Notierung in der Tennis-Weltrangliste erreichte er 1995 mit Position 329 im Einzel sowie 2004 mit Position 36 im Doppel.
Im Einzel konnte er sich nie für ein Grand-Slam-Turnier qualifizieren. In der Doppelkonkurrenz erreichte er das Viertelfinale der US Open 2001 sowie das Viertelfinale der French Open 2003. Im Mixed stand er jeweils einmal in Wimbledon und bei den French Open in der ersten Runde.
Bertolini spielte zwischen 2002 und 2004 sechs Doppelpartien für die italienische Davis-Cup-Mannschaft. Seine Bilanz zunächst an der Seite von Giorgio Galimberti sowie später Andreas Seppi war mit 4:2 positiv.

## Erfolge
| Legende                       |
| Grand Slam                    |
| Tennis Masters Cup            |
| ATP Masters Series            |
| ATP International Series Gold |
| ATP International Series (2)  |

### Doppel
| Nr. | Datum | Turnier    | Belag | Partner       | Finalgegner                    | Ergebnis      |
| --- | ----- | ---------- | ----- | ------------- | ------------------------------ | ------------- |
| 1.  | 2003  | St. Pölten | Sand  | Simon Aspelin | Sargis Sargsian Nenad Zimonjić | 6:4, 6:7, 6:3 |
| 2.  | 2003  | Båstad     | Sand  | Simon Aspelin | Lucas Arnold Ker Mariano Hood  | 6:7, 6:0, 6:4 |